# Friedrich Foerster (Politiker)
Friedrich Foerster (* 17. Oktober 1894 in Stuttgart; † 1970 in Ulm) war ein deutscher Kommunalpolitiker. Er war in der Zeit des Nationalsozialismus von 1933 bis 1945 Oberbürgermeister von Ulm.
Foerster war der Sohn des Verlegers Rudolf Foerster und besuchte von 1901 bis 1914 das Realgymnasium in Berlin und nach dem Ersten Weltkrieg bis 1921 die Technische Hochschule Karlsruhe, die er mit dem Abschluss als Elektrotechniker verließ. Als Diplom-Ingenieur arbeitete er bis 1923 beim Siemens-Schuckert-Werk in Mannheim und Karlsruhe, wechselte dann zur Badischen Landeselektrizitätsversorgung in Karlsruhe. Er war verheiratet mit Liselotte Foerster, geborene Giehne. Ihr Sohn war der 1927 in Karlsruhe geborene Historiker und Schriftsteller Rolf Hellmut Foerster.
Ab 1928 arbeitete Foerster als Oberingenieur beim Städtischen Elektrizitätswerk Ulm. 1930 wurde er dort zum Baurat und stellvertretender Direktor ernannt. Zum 1. Juli 1931 trat er der NSDAP (Mitgliedsnummer 582.562) und im selben Jahr der SA bei (in der SA erreichte er 1942 den Rang eines Oberführers). Anstelle des 1929 für 15 Jahre wiedergewählten, jedoch amtsenthobenen Emil Schwamberger wurde Foerster 1933 zum Oberbürgermeister von Ulm ernannt. Er war damit der erste Ulmer Oberbürgermeister seit 1819, der nicht aus Wahlen hervorging, und blieb bis Ende des Zweiten Weltkrieges im Amt.
Einen Schwerpunkt der Amtszeit Foersters bildete die Förderung des kommunalen Wohnungsbaus. Ein von ihm betriebener, jedoch nicht zustande gekommener Zusammenschluss mit dem benachbarten, bayerischen Neu-Ulm führte zu offener Feindschaft mit dem dortigen Oberbürgermeister Franz Josef Nuißl. Während des Zweiten Weltkriegs war Foerster mehrfach auf eigenen Wunsch bei der Wehrmacht, teilweise auch an der Ostfront, bis er 1942 als Oberbürgermeister u.k.-gestellt wurde.
Nach Kriegsende wurde Foerster im Mai 1945 in Leutkirch verhaftet und blieb bis April 1948 interniert. 1948 stufte ihn die Spruchkammer Ulm als Belasteten ein. Das Urteil umfasste 2 Jahre Arbeitslager,  das wegen der Internierung als verbüßt galt sowie finanzielle Auflagen. 1954 wurden die noch geltenden Sühnemaßnahmen aufgehoben, 1958 wurde ihm ein Gnadenerlass zuteil, der seine finanzielle Situation milderte. Ab 1950 arbeitete er – von der Öffentlichkeit zurückgezogen – wieder in seinem erlernten Beruf als Leiter des Technischen Büros der Schorch-Werke AG, Rheydt/Rheinland in Ulm.